# Utility Computing
Unter Utility Computing versteht man Techniken und Geschäftsmodelle, mit denen ein Service-Provider seinen Kunden IT-Dienstleistungen zur Verfügung stellt und diese nach Verbrauch abrechnet. Beispiele solcher Dienstleistungen sind Rechenleistung, Speicherkapazität und Applikationen. Als Dienstleister kommt auch das Rechenzentrum eines Unternehmens in Frage; in diesem Fall wären dessen Sparten die Kunden.

## Begriff
Der englische Begriff utility bezieht sich auf Versorgungsleistungen wie Strom, Wasser und Gas, die von einem Versorgungsbetrieb bereitgestellt werden. Ähnlich wie beim Strom- oder Telefonnetz bezieht der Kunde beim Utility Computing die Rechenleistung über ein gemeinsames Rechennetz, sein Verbrauch wird gemessen und abgerechnet. 

## Eigenschaften
Die meisten Definitionen des Utility Computing stellen auf die folgenden fünf Eigenschaften ab.
SkalierbarkeitBeim Utility Computing muss sichergestellt sein, dass unter allen Bedingungen genügend IT-Ressourcen zur Verfügung stehen. Erhöht sich die Nachfrage nach einem Service, darf dessen Qualität (z. B. die Antwortzeit) nicht darunter leiden.
Nutzungsabhängiger PreisBisher müssen Unternehmen Hard- und Software kaufen, wenn sie Rechenleistung benötigen. Diese IT-Infrastruktur muss in der Regel vorab bezahlt werden, die Intensität der späteren Nutzung spielt keine Rolle. Beim Utility Computing hingegen richten sich die Kosten nach der Nutzung IT-Services. Dazu macht der Anbieter z. B. die Leasingrate für einen Server davon abhängig, wie viele CPUs der Kunde aktiviert hat. Wenn in einem Unternehmen gemessen werden kann, wie viel Rechenleistung die einzelnen Abteilungen beanspruchen, können die IT-Ausgaben in der internen Kostenrechnung den einzelnen Abteilungen zugeordnet werden. Weitere Formen der Verknüpfung der IT-Kosten mit der Nutzung sind denkbar.
Standardisierte DiensteDer Provider bietet einen Katalog standardisierter Dienste an. Diese können an unterschiedliche Service-Level-Agreements (Vereinbarung über die Qualität und den Preis einer IT-Dienstleistung) geknüpft sein. Der Kunde hat keinen Einfluss mehr auf die zugrunde liegende Technik, etwa die Serverplattform.
VirtualisierungDamit sich IT-Ressourcen gemeinsam nutzen lassen, werden Virtualisierungstechniken eingesetzt. Diese unterteilen das Netz in logische statt in materielle Ressourcen. Einer Applikation wird kein bestimmter Server oder Speicher zugeordnet, sondern ein beliebiger zur Laufzeit freier Server oder Speicher aus dem Pool.
AutomationSich wiederholende Administrationsaufgaben, wie das Einrichten eines neuen Servers oder das Einspielen von Updates, werden automatisiert. Darüber hinaus werden die Zuteilung der Ressourcen zu Services sowie die Verwaltung des IT-Services automatisch optimiert. Dabei sind Service-Level-Agreements und die Betriebskosten der IT-Ressourcen zu berücksichtigen.

## Typen
Utility Computing kann in die beiden Typen Internal Utility und External Utility unterteilt werden.
Internal Utility bedeutet, dass das Rechnernetz nur innerhalb eines Unternehmens gemeinsam genutzt wird. Nutzen mehrere Unternehmen den Rechnerpool eines Anbieters, spricht man von External Utility. Mischformen sind denkbar.

## Vorteile
Utility Computing senkt die Kosten der IT, da die Ressourcen effektiver genutzt werden können. Außerdem werden die Kosten transparenter und können den Abteilungen eines Unternehmens direkt zugeordnet werden. In der IT-Abteilung werden weniger Mitarbeiter benötigt.
Die Unternehmen erreichen eine höhere Flexibilität, da sie ihre IT-Ressourcen schneller und leichter dem schwankenden Bedarf anpassen können. Insgesamt wird es einfacher, die IT-Struktur zu verwalten, weil nicht mehr zu jeder Applikation eine spezielle IT-Infrastruktur bereitgestellt wird.

## Entwicklung
2005 befand sich Utility Computing noch in den Anfängen. Die Anbieter sind dabei, die notwendige Technik zu entwickeln. Überdies fehlen Standards für Ressourcenschnittstellen sowie Metriken, die den Verbrauch an IT-Ressourcen messen.
Die aktuellen Angebote sehen z. B. so aus, dass der Kunde einen Server geliefert bekommt, an dem er bei Bedarf weitere bereits eingebaute CPUs freischalten kann, und er nur für die freigeschalteten CPUs zahlt.
Bei anderen Angeboten kann man CPU-Stunden in einem Computer-Grid abonnieren, auf das man via Internet zugreift.
Eine wirkliche Verbrauchsabrechnung und Skalierbarkeit der Dienste wie bei den klassischen Utilities gibt es noch nicht.

## Ähnliche oder verwandte Begriffe
- Cloud Computing (On-demand Computing)
- Dynamic Services
- Dynamic Computing (summit strategies)
- IT Infrastructure Utility und Real-time infrastructure (Gartner)
- Organic IT (Forrester)
- Grid Computing
- Software as a Service
- Pay-as-you-go IT Services (Saugatuck)
- Application Service Provider

## Firmen
- T-Systems
- 3PARdata
- Global Access
- IBM
- HP
- Sun
- CSC
- EDS
- DataSynapse
- Google